# Hôtel Ritz (París)
El hotel Ritz de París (en francés: Hôtel Ritz) es un hotel palaciego ubicado en el 1er arrondissement, en el centro de París. Tiene vista al extremo octagonal de la place Vendôme, con el número 15. El hotel está clasificado entre los más prestigiosos y lujosos establecimientos en el mundo y es un miembro del consorcio hotelero The Leading Hotels of the World.
El hotel, que actualmente cuenta con 159 habitaciones, fue fundado por el hotelero suizo César Ritz, en colaboración con el chef Auguste Escoffier en 1875. Fue construido detrás de la fachada de una casa del siglo XVIII, con vista a una de las plazas centrales de París. Se trató del primer hotel en Europa que ofreció  un cuarto de baño, un teléfono y electricidad para cada habitación. Rápidamente, estableció una reputación de lujo, con clientes que incluían a miembros de la realeza, políticos, escritores, estrellas de cine y cantantes. Varias de sus suites fueron nombradas en honor a huéspedes famosos del hotel, entre ellos, Coco Chanel y Ernest Hemingway, quienes vivieron en el hotel por años, aunque en diferentes momentos. Uno de los bares del hotel, el bar Hemingway, está dedicado a Hemingway y L'Espadon es un restaurante de renombre internacional que atrae a chefs de todo el mundo que vienen a aprender en la adyacente escuela Ritz-Escoffier. La suite más grande del hotel, llamada la Imperial, ha sido catalogada por el gobierno francés como un monumento nacional por derecho propio.
Durante la Segunda Guerra Mundial, el hotel fue tomado por los alemanes ocupantes como el centro de operaciones local de la Luftwaffe. Tras la muerte del hijo de Ritz, Charles, en 1976, los últimos miembros de la familia Ritz propietarios del hotel lo vendieron en 1979 al empresario egipcio Mohamed Al-Fayed. 
En agosto de 1997, Diana de Gales y el hijo de Al-Fayed, Dodi, cenaron en la suite Imperial del hotel antes del accidente automovilístico fatal.
En el año 2000, la Princesa Margarita celebró su cumpleaños número 70 en el Ritz, cuyo hotel era su favorito, en compañía de la reina Isabel II, el príncipe Felipe, la reina madre, sus hijos, Lady Sarah Chatto y David Armstrong-Jones, su amigo y amante Roddy Llewellyn, y su mejor amiga, Lady Anne Glenconner, junto a su esposo.
Debido a su estatus como símbolo de la alta sociedad y el lujo, el hotel ha aparecido en muchas obras notorias de ficción, incluyendo las novelas Suave es la noche de F. Scott Fitzgerald y Fiesta de Hemingway; la pieza de teatro Semi-Monde de Noël Coward; y la comedia de 1957 de Billy Wilder, Love in the Afternoon así como en la película How to Steal a Million protagonizada por Audrey Hepburn y Peter O'Toole.

## Historia
El palacio y la plaza son obras maestras de la arquitectura clasicista de finales del reinado de Luis XIV. La fachada fue diseñada por el arquitecto real Jules Hardouin Mansart a finales del siglo XVII antes de que el lote fuera comprado  en 1705 por Antoine Bitaut de Vaillé, donde construyó una residencia privada que fue ocupada por varias familias nobles y, posteriormente, se convirtió en el Hôtel de Gramont. En 1854, fue adquirido por los hermanos Pereire, quienes lo convirtieron en la sede de su institución financiera Crédit Mobilier. Luego, se convirtió en el Hôtel de Lazun.
El Hôtel Ritz se comprende los edificios Vendôme y Cambon con habitaciones con vistas a la plaza Vendôme y, en el lado opuesto, al jardín del hotel.

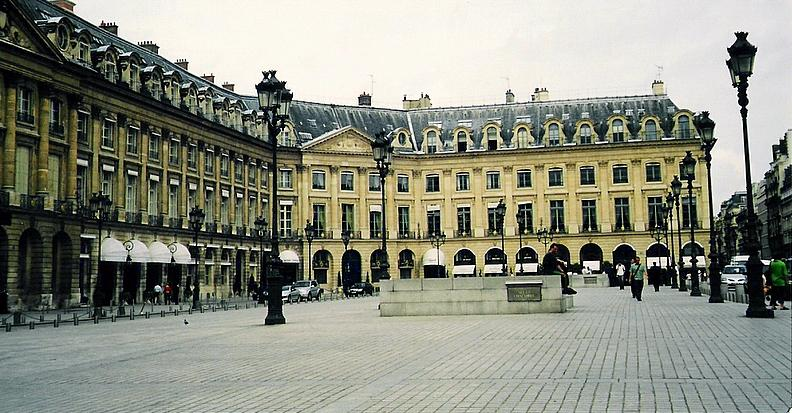
El Hôtel Ritz Paris, vista de la fachada norte.